# Kalvø (Guldborg Sund)
Kalvø är en ö i Danmark. Den ligger i Region Själland, i den sydöstra delen av landet. Arean är 0,22 kvadratkilometer. Den sträcker sig 0,6 kilometer i nord-sydlig riktning, och 0,9 kilometer i öst-västlig riktning.  Trakten på Kalvø består till största delen av gräsmarker, dammar och några trädgrupper.